# Kerri Pottharst
Kerri Ann Pottharst, née le 25 juin 1965 à Adélaïde, est une joueuse de beach-volley australienne.

## Palmarès
- Jeux olympiques
  -  Médaille d'or en 2000 à Sydney avec Natalie Cook
  -  Médaille de bronze en 1996 à Atlanta avec Natalie Cook